# Правый Тузлов
Пра́вый Тузло́в (укр. Правий Тузлів) — река в Ростовской области России и Луганской области Украины, правая составляющая реки Тузлов (бассейн Дона). Длина 21,8 км. На реке сооружены пруды.

## Название
Вторая часть названия реки происходит от названия реки Тузлов, которое в свою очередь является производным от тюрк. tuz — «соль», то есть река с солёной (или солоноватой) водой (тур. tuz — «соль», кыпч. tuzlu — «солёный», чагат. tuzlak — «солончак»). Правый Тузлов — одна из трёх рек со словом Тузлов в названии, впадающих в Тузлов в его верхнем течении: Левый Тузлов, Средний Тузлов и Правый Тузлов (Средний и Правый при слиянии образуют Тузлов, а Левый впадает в Тузлов чуть ниже по течению). Первая часть названия возникла в связи с тем, что река впадает в Тузлов справа (с запада) (Левый Тузлов впадает слева (с востока), а Средний посередине), то есть река является правой из трёх вышеупомянутых рек.
От названия реки получило своё название село Каменно-Тузловка.

## Течение
Правый Тузлов берёт начало на южном склоне Донецкого кряжа, на очень плоском степном водоразделе, к северу от села Червоный Жовтень Антрацитовского района Луганской области. Общее направление течения на юго-юго-восток. У хутора Кринично-Лугского Куйбышевского района Ростовской области сливаясь со Средним Тузловом образует реку Тузлов.
Река протекает по территории Антрацитовского района Луганской области и Куйбышевского района Ростовской области (по территории Украины протекает на протяжении 3 км, на протяжении 18 км протекает по территории России, и на протяжении 0,8 км протекает по границе России с Украиной).

## История
Река упоминается в Статистическом описании земли Донских Казаков, составленном в 1822—32 годах:

б) Речки, сообщающие воды свои Аксаю: С правой стороны: 2) Тузлов. Сия последняя речка составляется соединением трёх отножин: Правой, Средней и Левой.
— Глава III. Воды

## Населённые пункты
- х. Обийко
- с. Каменно-Тузловка
- с. Кумшатское
- х. Кринично-Лугский